# Korthalsella chilensis
Korthalsella chilensis är en sandelträdsväxtart som först beskrevs av Hooker & Arnott, och fick sitt nu gällande namn av J. Kuijt. Korthalsella chilensis ingår i släktet Korthalsella och familjen sandelträdsväxter. Inga underarter finns listade i Catalogue of Life.